# El llegat (Star Trek: La nova generació)
"El llegat" (títol original en anglès "Legacy") és el sisè episodi de la quarta temporada de la sèrie de televisió de ciència-ficció estatunidenca Star Trek: La nova generació, i el 80è de tota la sèrie. Es va emetre originalment en redifusió als Estats Units el 29 d'octubre de 1990. Va ser escrit per Joe Menosky, i dirigit per Robert Scheerer. Va marcar el punt en què la sèrie va superar el nombre d'episodis de la sèrie original.
Ambientada al segle XXIV, la sèrie segueix les aventures de la tripulació de la nau de la Flota Estel·lar de la Federació Enterprise-D sota el comandament del capità Jean-Luc Picard. En aquest episodi, la tripulació de l' Enterprise es veu atrapada enmig d'una guerra civil a Turkana IV, el món natal de l'antic membre de la tripulació Tasha Yar. Mentre negocien amb una de les faccions, descobreixen que el representant de la facció és la germana petita de Tasha, Ishara Yar.
La trama recorda la pel·lícula de John Carpenter de 1981 Fuga de Nova York que també inclou un ostatge retingut per una societat sense llei en un entorn distòpic. El protagonista de l'antiheroi també porta una jaqueta de cuir marró.

## Argument
L' Enterprise, sota el comandament del Capità Jean-Luc Picard (Patrick Stewart), respon a una trucada de socors de la nau de càrrega de la Federació Arcos, que ha patit la fallada d'emergència al planeta Turkana IV,  lloc de naixement de la difunta cap de seguretat de l' Enterprise, Tasha Yar. L' Enterprise arriba just quan l' Arcos explota, i troba un rastre deixat enrere per la càpsula d'escapament de la nau de càrrega que condueix a la colònia. El govern de Turkana IV es va ensorrar 15 anys abans; i l'última nau de la Federació que la va visitar, sis anys abans, va ser advertida per les faccions en guerra de la colònia que els intrusos del planeta serien executats. Com que la vida de la tripulació està en perill, Picard decideix intentar un rescat.
El comandant Riker (Jonathan Frakes) porta un equip visitant a la superfície, on troben els colons inicialment imperturbats per la seva presència, però aviat acaben en un enfrontament amb una de les dues faccions en guerra que queden de la colònia, la Coalició. El seu líder, Hayne (Don Mirault), revela que l'altra facció, l'Aliança, té com a ostatges els supervivents d' Arcos i ofereix a l' Enterprise el suport de la Coalició a canvi d'armes de la Federació, una proposta que Riker rebutja. Hayne, però, després d'assabentar-se del servei de Tasha Yar a bord de l' Enterprise, s'ofereix com a enllaç a Ishara Yar (Beth Toussaint), dient que és la germana de Tasha. Picard accepta Ishara a bord; encara que la tripulació és inicialment escèptica, les proves d'ADN donen suport a la seva afirmació, i a poc a poc es guanya la seva confiança. El comandant Data (Brent Spiner), que estava especialment a prop de la Tasha, es fa amic d'Ishara, que sembla disposada a deixar enrere la seva vida a la colònia.
Per trobar els ostatges, l'enginyer en cap Geordi La Forge (LeVar Burton) suggereix utilitzar els instruments de la càpsula d'escapament estavellada; l'Ishara recomana que enviï per separat a un lloc proper com a distracció, perquè el seu dispositiu de proximitat implantat activarà les alarmes de l'Aliança. La tripulació executa el pla, però Ishara és ferida en l'intent. Riker la rescata i queda impressionat per la seva valentia. Més tard, Ishara li diu en privat a Hayne "Està funcionant".
Quan l' Enterprise rep un missatge de l'Aliança anunciant que s'estan preparant per matar la tripulació d' Arcos, la tripulació de Picard decideix executar el pla de rescat proposat per Ishara: la Dra. Crusher (Gates McFadden) elimina el dispositiu de proximitat de l'Ishara, que li dóna a Data com a record. Riker porta un equip fora del planeta, on rescaten els ostatges, però Ishara desapareix en la confusió. Data la troba intentant desactivar la xarxa de seguretat de l'Aliança; l'Ishara revela que una gran força de la Coalició es troba fora del perímetre de l'Aliança esperant per atacar. Data conclou que tota la seva interacció amb la tripulació va ser una estratagema. Riker arriba per distreure l'Ishara just quan dispara a Data, que l'esquiva i després l'atordeix i inverteix el seu intent de sabotatge. Riker assenyala que el seu faser estava preparat per matar.
Amb l'equip visitant i l'Ishara de nou a bord de l' Enterprise, Hayne exigeix que Picard torni Ishara i desafia la seva jurisdicció. Mentre en Riker argumenta que tenen motius per retenir-la per disparar contra dos oficials de la Flota Estel·lar, Picard decideix permetre-la marxar. Mentre Data l'acompanya a la sala del transportista, l'Ishara afirma que era el més semblant que tenia a un amic. Data considera les seves relacions tant amb Ishara com amb Tasha, a mesura que l' Enterprise marxa.

## Repartiment i doblatge al català
La sèrie va ser doblada al català pels estudis Tramontana (primera part) i Soundtrack (segona part) i emesa a TV3 l’any 1991. Els dobladors de l'episodi foren:
| Personatge      | Actor/actriu    | Veu en català    |
| --------------- | --------------- | ---------------- |
| Jean-Luc Picard | Patrick Stewart | Joan Crosas      |
| William Riker   | Jonathan Frakes | Antoni Forteza   |
| Data            | Brent Spinner   | Joaquim Sota     |
| Geordi La Forge | LeVar Burton    | Aleix Estadella  |
| Worf            | Michael Dorn    | Enric Arquimbau  |
| Beverly Crusher | Gates McFadden  | Aurora Garcia    |
| Deanna Troi     | Marina Sirtis   | Victòria Pagès   |
| Wesley Crusher  | Will Wheaton    | Roger Pera       |
| Ishara Yar      | Beth Toussaint  | Teresa Manresa   |
| Hayne           | Don Mirault     | Toni Sevilla     |
| Miles O'Brien   | Colm Meaney     | Xavier Fernández |

## Producció
"El llegat" va ser el primer treball de guió de Joe Menosky a la franquícia Star Trek. Al llarg de la seva carrera, va participar en un total de 57 guions per a Star Trek: La nova generació, Star Trek: Deep Space Nine, Star Trek: Voyager i Star Trek: Discovery. També va treballar com a productor a la cinquena temporada de Star Trek: La nova generació, a la tercera a la sisena temporades de Star Trek: Voyager i la primera temporada de Star Trek: Discovery.
Menosky havia enviat anteriorment diverses idees per als episodis de Star Trek, però el productor creador Michael Piller les va rebutjar. Tanmateix, com que Piller va apreciar el seu treball anterior, va contractar a Menosky per desenvolupar el guió d'"El llegat" a partir d'una de les seves pròpies idees.
L'episodi està pensat com una al·legoria de les guerres de bandes.
Beth Toussaint va interpretar el paper d'Ishara Yar a proposta del director Robert Scheerer. Scheerer i Toussaint havien treballat anteriorment junts en un episodi de la sèrie de crims Matlock.

## Recepció
Keith DeCandido va valorar "El llegat" el 2012 a tor.com com un episodi bastant pobre de Star Trek: La nova generació. Li va agradar la idea de mostrar el món natal de Tasha Yar i la seva germana, i va elogiar l'actuació de Brent Spiner. En general, però, l'episodi té massa punts febles per a ell. Va criticar sobretot el fet que la tripulació de l'Enterprise treballés unilateralment amb una de les parts en conflicte per rescatar els ostatges, sense ni tan sols discutir altres opcions. També va trobar increïble que Ishara pogués guanyar-se la confiança de tots els oficials superiors simplement perquè era la germana de la Tasha. També va criticar el fet que Ishara, després de trair la tripulació de l'Enterprise i intentar matar a Riker i Data, va ser simplement alliberada, donant així a la Coalició un avantatge en eliminar el seu detector de proximitat.

## Llançaments
"El llegat" es va publicar amb la caixa del DVD de la quarta temporada de Star Trek: La nova generació, llançat als Estats Units el 3 de setembre de 2002.